# In a Reverie
In a Reverie je první album od italské gothicmetalové kapely Lacuna Coil.

## Seznam skladeb
1. Circle - 3:55
2. Stately Lover - 4:51
3. Honeymoon Suite - 4:30
4. My Wings - 3:45
5. To Myself I Turned - 4:24
6. Cold - 4:18
7. Reverie - 6:20
8. Veins Of Glass - 5:13
9. Falling Again - 5:09